# Rivière Takutu
 (décembre 2023).
Si vous disposez d'ouvrages ou d'articles de référence ou si vous connaissez des sites web de qualité traitant du thème abordé ici, merci de compléter l'article en donnant les références utiles à sa vérifiabilité et en les liant à la section « Notes et références ».
La rivière Takutu est un cours d'eau guyano-brésilien et un affluent du Rio Branco, donc un sous-affluent de l'Amazone par le Rio Negro.

## Géographie
Sa source est située à proximité de celle du fleuve Essequibo, il forme une partie de la frontière entre le Brésil et le Guyana puis se jette dans le Rio Branco.
Peu profonde la rivière est souvent traversée à gué, la construction d'un pont entre les villes-frontière de Lethem au Guyana et de Bonfim au Brésil devrait permettre d'accroître les mouvements transfrontaliers.
La confluence des rivières Takatu et  Uraricoera forme le Rio Branco. Les sources de la rivière Takutu sont presque liées à celles de l'Essequibo; pendant la saison des pluies, les inondations relient le Takutu à la rivière Rupununi, un affluent de l'Essequibo.
Le pont de la rivière Takutu établit une liaison routière tout temps entre le Guyana et le Brésil.
L'inondation du Takutu affecte la ville de Lethem, la capitale régionale, et d'autres colonies de la région telles que St. Ignatius, Tabatinga, et Culvert City. La rivière subit une pollution liée aux processus d'extraction de l'or.

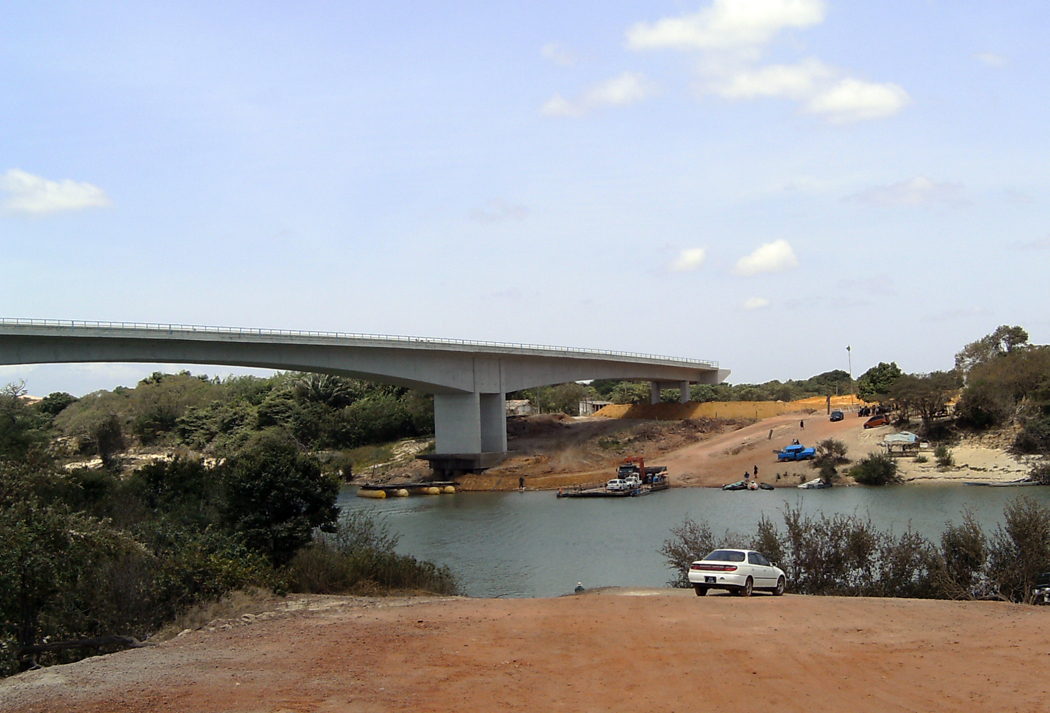
pont à Lethem sur le Takutu en avril 2008